# Klaus Amann
Klaus Amann (* 22. Februar 1949 in Mittelberg, Vorarlberg) ist ein österreichischer Literaturwissenschaftler.

## Leben
Klaus Amann wuchs in einer Hilfsarbeiterfamilie im Kleinwalsertal auf. In seiner Kindheit las er hauptsächlich Bücher von Karl May. Im Alter von 14 Jahren kam er auf das Internat in Stams. Von 1971 bis 1976 studierte er an der Universität Wien Germanistik und Anglistik und promovierte bei Herbert Seidler über Adalbert Stifters Der Nachsommer. Ab 1976 war er Assistent am Institut für Germanistik  der Universität Klagenfurt und habilitierte 1986 mit Der ‚Anschluß’ österreichischer Schriftsteller an das Dritte Reich. 1994 wurde er Leiter des Robert-Musil-Instituts für Literaturforschung / Kärntner Literaturarchiv der Universität Klagenfurt. Den Gastprofessuren 1990 an der Universität Wien und 1991 an der Universität Leiden folgte 1997 die Ernennung zum Ao. Universitätsprofessor und 2005 die Berufung auf die neu geschaffene Professur für Geschichte und Theorie des Literarischen Lebens am Robert-Musil-Institut, die er bis zu seiner 2014 erfolgten Pensionierung innehatte. Von 2009 bis 2016 war er außerdem – als erster Österreicher – Präsident der Internationalen Robert-Musil-Gesellschaft.

## Auszeichnungen
- 2009: Österreichischer Staatspreis für Literaturkritik
- 2014: Robert-Musil-Medaille der Landeshauptstadt Klagenfurt
- 2014: Großes Goldenes Ehrenzeichen des Landes Kärnten

## Publikationen
- Literaturunterricht oder soll man Schüler eigentlich ernst nehmen? Carinthia-Verlag, Klagenfurt 1980, ISBN 3-85378-171-3.
- Adalbert Stifters „Nachsommer“. Studie zur didaktischen Struktur des Romans. Diss. Universität Wien, Braumüller, Wien 1977, ISBN 3-7003-0168-5.
- P.E.N. Politik, Emigration, Nationalsozialismus. Ein österreichischer Schriftstellerclub. Böhlau, Wien 1984, ISBN 3-205-07226-X.
- Der Anschluss österreichischer Schriftsteller an das Dritte Reich. Institutionelle und bewusstseinsgeschichtliche Aspekte. Athenäum, Frankfurt am Main 1988, ISBN 3-610-08936-9.
- mit Helmut Grote: Die „Wiener Bibliothek“ Hermann Brochs. Kommentiertes Verzeichnis des rekonstruierten Bestandes. Böhlau, Wien 1990, ISBN 3-205-05321-4.
- Die Dichter und die Politik: Essays zur österreichischen Literatur nach 1918. Deuticke, Falter-Verlag, Wien 1992, ISBN 3-85463-119-7.
- Zahltag. Der Anschluss österreichischer Schriftsteller an das Dritte Reich. Philo, Bodenheim 1996, ISBN 3-8257-0024-0.
- „Denn ich habe zu schreiben. Und über den Rest hat man zu schweigen.“ Ingeborg Bachmann und die literarische Öffentlichkeit. Drava-Verlag, Klagenfurt 1997, ISBN 3-85435-281-6.
- Robert Musil – Literatur und Politik. Mit einer Neuedition ausgewählter politischer Schriften aus dem Nachlass. Rowohlt-Taschenbuch-Verlag, Reinbek bei Hamburg 2007, ISBN 978-3-499-55685-2.
- Robert Musil: Klagenfurter Ausgabe (KA). Kommentierte Edition sämtlicher Werke, Briefe und nachgelassener Schriften. Mit Transkriptionen und Faksimiles aller Handschriften. Herausgegeben von Walter Fanta, Klaus Amann und Karl Corino. Klagenfurt: Robert Musil-Institut der Alpen-Adria Universität Klagenfurt. DVD-Edition 2009.
- mit Doris Moser (Hrsg.): vierbändige Werkausgabe von Christine Lavant, im Entstehen seit 2012
- Christine Lavant: »Ich bin maßlos in allem«: Biographisches, Wallstein, Göttingen 2023, ISBN 978-3-8353-5532-3.
- ich ich sein / wer sein? Zur österreichischen Literatur. Ausgewählte Arbeiten. Mit einem Schriftenverzeichnis. Ritter, Klagenfurt/Graz/Wien 2025, ISBN 978-3-85415-683-3.